# T-72
T-72 är en sovjetisk stridsvagn som började tillverkas 1971. Stridsvagnen utvecklades parallellt med T-64:an och kom att vidareutvecklas till stridsvagnen T-90.  Stridsvagnen hör kronologiskt till samma generation stridsvagnar som den amerikanska M60 Patton, den tyska Leopard 1 och den brittiska Chieftain. I jämförelse med dessa hade T-72:an en bättre balans av mobilitet, skydd och eldkraft.
I de senare konflikterna har T-72:ans rykte fått sig en törn på grund av dåliga prestationer mot modernare västerländska stridsvagnar såsom den amerikanska M1 Abrams under första och andra gulfkriget. Till stridsvagnens försvar kan dock sägas att de irakiska stridsvagnarna var av en nedgraderad, tidig modell som byggdes för sovjetiska klientstater. Dessutom måste prestandan i fält bedömas i relation till besättningens utbildning och skicklighet.

## Ursprung
Stridsvagnen T-64 var en av världens mest avancerade stridsvagnar när den introducerades. Tidiga problem med dess vidareutvecklade L60-motor, dess hjul och kanonens dåliga träffsäkerhet ledde till att det sovjetiska ledarskapet önskade ett lågteknologiskt alternativ med liknande egenskaper som T-64:an förväntats ha. Planeringen inleddes efter att T-64:ans höga enhetskostnad och komplicerade tillverkning blev ett faktum. Stridsvagnen var alltför dyr för att man skulle kunna utrusta alla sovjetiska stridsvagnsarméer, för att inte tala om alla dess allierades arméer i Warszawapakten.
De sovjetiska ingenjörerna började då 1967 utveckla en "ekonomistridsvagn" med den äldre motorkonstruktionen V-46 vid Uralvagonzavodfabriken i Njiznij Tagil. Chefsingenjören Leonid Kartjev skapade då "Objekt 172", den ursprungliga konstruktionen, men prototypen, som kallades för "Objekt 172M", finslipades och avslutades av Valeri Venidikov. Fälttesterna sträckte sig från 1971 till 1973 och när stridsvagnen godkändes upphörde stridsvagnsfabriken i Tjeljabinsk omedelbart med tillverkningen av T-55 och T-62 och byggde om produktionslinjerna för den nya stridsvagnen T-72.

## Produktionshistoria
T-72:an var den vanligaste stridsvagnen i Sovjetunionen från 1970-talet fram till upplösningen av Sovjetunionen. Stridsvagnen exporterades även till andra Warszawapaktsländer och till Finland, Indien, Iran, Irak, Syrien och Jugoslavien. Stridsvagnen kom även att kopieras, både med och utan licensavtal.
T-72:an kom även att licenstillverkas både i Polen och i Tjeckoslovakien för kunder i Warszawapakten. Dessa stridsvagnar var av bättre och jämnare kvalitet men hade något sämre pansar, beroende på att det keramiska lagret inuti torn- och frontalpansaret ersatts med stål. De polsktillverkade T-72G-stridsvagnarna hade även tunnare pansar än Röda arméns stridsvagnar (410 mm i tornet). Innan 1990 var även sovjetisktillverkade exportversioner av T-72 nedgraderade på liknande sätt. Dessa exporterades till stater som inte var medlemmar i Warszawapakten, främst arabiska länder. Många delar var inte heller utbytbara mellan de ryska, polska och tjeckiska versionerna, vilket förorsakade logistiska problem.
Jugoslaverna kallade sin kopia för M-84 och sålde hundratals världen över under 1980-talet. Irakierna kallade sin version av T-72 för Assad Babyl, som betyder "Babylons lejon". Irakierna tillverkade sina från "reservdelar" som sålts till dem av ryssarna för att undvika FN:s embargo mot landet. Till de modernare vidareutvecklingarna hör bland annat den polska PT-91 Twardy och den ryska T-90. Flera länder, däribland Ryssland och Ukraina erbjuder även moderniseringspaket för äldre T-72:or.
Olika versioner av T-72:an har producerats redan i tiotals år och dess egenskaper har förändrats under åren.  De ursprungliga T-72:orna hade ett homogent, gjutet stålpansar som införlivade hålrumsteknik och detta var ett medelbra skydd i början på 1970-talet. 1979 började man tillverka modifikationer av T-72 som bar kompositpansar (liknande som T-64) på tornets och chassits framsida. Sent på 1980-talet kom T-72:orna i den sovjetiska armén, och även på många andra ställen i världen, att utrustas med reaktivt pansar och extra lager av en syntetisk ABV-matta på utsidan. Denna kom även att tjäna som ett halkskydd när man gick omkring på vagnen.

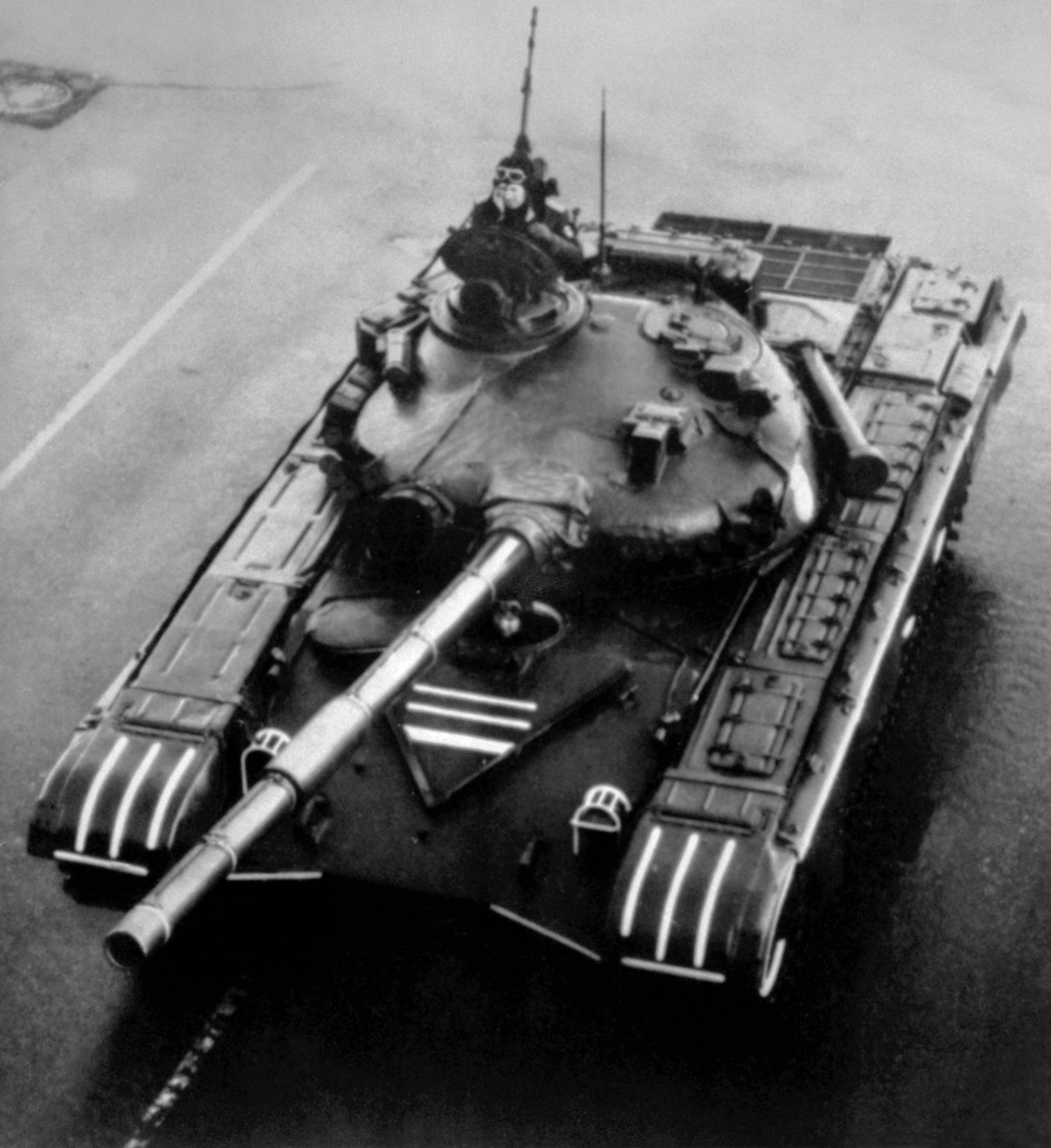
T-72B ovanifrån. Denna modell var utrustad med det tjocka kompositpansaret "Dolly Parton" på tornets framsida.

Laseravståndsmätare började utnyttjas på T-72:orna från 1978 och framåt. Tidiga stridsvagnar var utrustade med optiska avståndsmätare som utnyttjade parallaxeffekten. Dessa kunde dock inte utnyttjas för avstånd under 1000 meter. Vissa exportversioner av T-72 saknade laseravståndsmätare fram till omkring 1985 eller så hade enbart befälsvagnarna dessa (K-versioner). Efter 1985 kom alla nytillverkade T-72:or med reaktivt pansar, en mera kraftfull 840 hk V-84-motor och en uppgraderad kanon, som i sitt standardutförande kunde avfyra pansarvärnsrobotar genom kanonröret. I och med denna utveckling kom T-72:an att bli nästan lika potent som den dyrare stridsvagnen T-80, men ytterst få av dessa nådde Warszawapaktsländerna och utländska kunder innan sovjetblocket föll sönder 1990.
Sedan 2000 har exportversioner offererats med värmeoptisk utrustning av fransk tillverkning. Ammunition av utarmat uran har tillverkats i Sovjetunionen och Ryssland sedan 1978, i form av BM-32-projektilen, men denna har aldrig tagits i bruk av stridsförbanden och den har även sämre penetrationsförmåga än den ryska BM-42 och BM-42M-ammunitionen som utnyttjar volfram, och som i penetrationsförmåga motsvarar den tyska DM-53.
En T-72:a med dessa förbättringar och en vältränad, motiverad och skicklig besättning är en respektingivande motståndare, även med 2000-talets standard. De mera avancerade T-64:orna och T-80:orna sattes alltid i tjänst i främsta linjen i de sovjetiska divisionerna i Östtyskland och T-72:an kom att bli en billig (ungefär en tredjedel billigare än T-80:an) men ändå en effektiv stridsvagn som är enkel att underhålla.
Viss teknisk information om T-72:an kom till CIA:s kännedom via den polske översten Ryszard Kuklinski mellan 1971 och 1982.
I dag är T-72:an en av de vanligaste stridsvagnarna i världens arméer och förekommer särskilt i de delar av världen där konflikter är troliga. Många analytiker i västvärlden anser detta oroande eftersom stridsvagnens 125 mm 2A46-kanon teoretiskt sett är kapabel att förstöra vilken stridsvagn som helst i världen, däribland den amerikanska M1 Abrams. Å andra sidan, vid de tillfällen då sovjetiska klientstater som varit utrustade med T-72:or mött moderna arméer som haft modernare stridsvagnar — till exempel i Libanon 1982 (mot israeliska Merkava-stridsvagnar), i Irak 1991 (mot amerikanska M1 Abrams och brittiska Challenger 1) och igen i Irak 2003 — kom T-72:an inte till sin fulla rätt. Efter striderna i Libanon 1982 påstod både israelerna och syrierna att deras stridsvagnar var överlägsna, men det finns inga bevis för att en T-72:a skulle ha mött en Merkava i strid. I striderna vid Persiska viken kom de irakiska styrkorna att besegras i grunden, men detta lär mer ha haft att göra med irakiernas dåliga träning och västmakternas luftherravälde än med T-72:orna själva. De irakiska T-72:orna som mötte de modernaste amerikanska och brittiska stridsvagnarna var både av äldre modell och nedgraderade versioner. Därtill avfyrade de undermålig ammunition (ofta med stålspets och halvladdningar).

## Användare

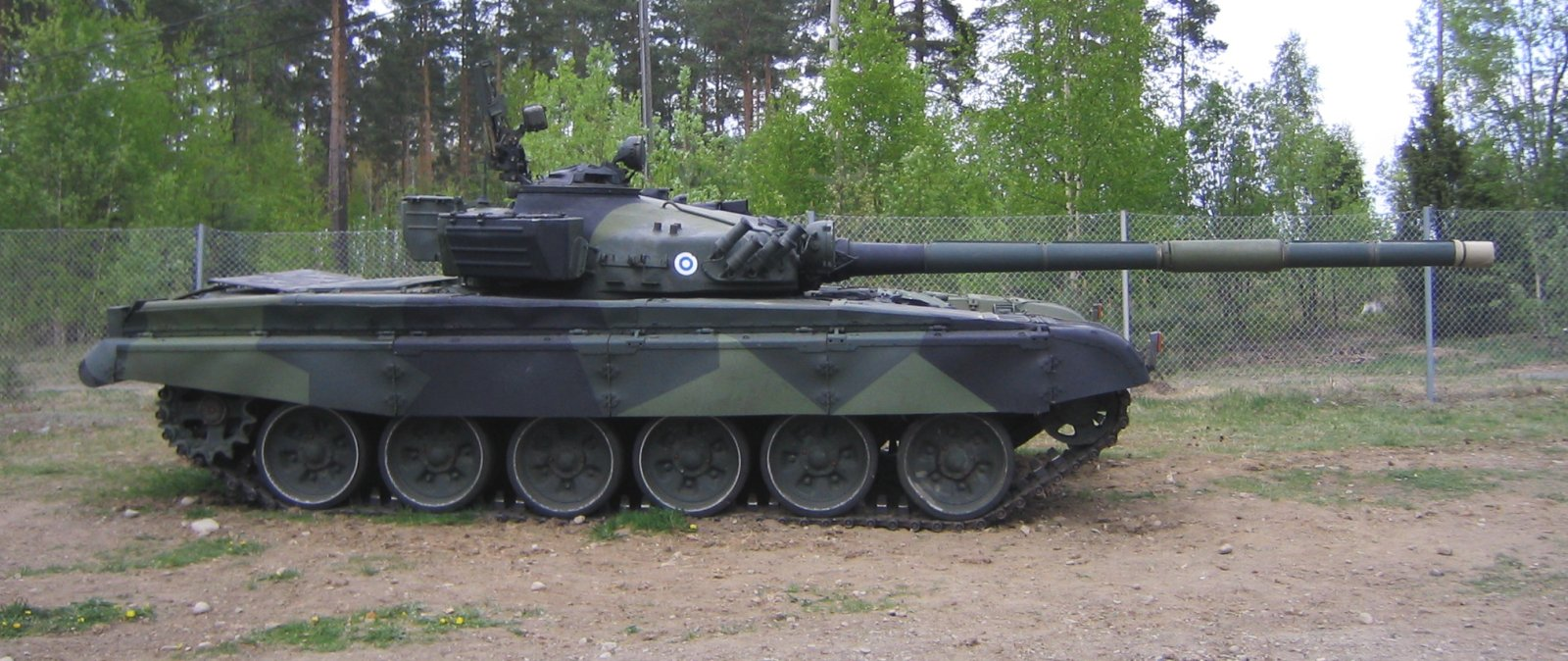
En finländsk T-72M1 vid pansarmuseet i Parola.

T-72 är eller har varit i bruk hos Algeriet 295, Angola 50, Armenien upp till 400 T72A,B och BA, Azerbajdzjan 147, Bosnien, Bulgarien 433, Finland 160, Georgien 31, Ungern 238, Indien 1500, Iran 230, Irak 700, Kazakstan 930, Kirgizistan 210, Kroatien 60, Libyen 260, Polen 772, Rumänien 30, Ryssland 5000, Slovakien 272, Syrien 1500, Tadzjikistan 40, Tjeckien 541, Turkmenistan 570, Ukraina 1305, Uzbekistan 30, Jugoslavien 304, USA (förevisning, tester), Venezuela 92 (T-72BM "Nakidka"). och Vitryssland 570.

### Användning i Finland
De första finländska T-72:orna införskaffades från Sovjetunionen 1984. Ytterligare införskaffningar gjordes i slutet av 1980-talet. Sammanlagt torde det ha rört sig om ett 70-tal stridsvagnar. I mitten på 90-talet inköptes ytterligare 97 T-72M1 -stridsvagnar då Tyskland sålde ut forna Östtysklands stora vapenarsenaler till mycket överkomliga priser. T-72:orna användes ända till 2006 då de ersattes helt av modernare stridsvagnar av typen Leopard 2A4 som likaså inköpts från tyska överskottslager. Från och med slutet av 2006 såldes T-72:orna och de kvarvarande skrotades vid Seppäläkangas industriområde nära Jyväskylä. År 2007 hade den finländska försvarsmakten beslutat att skrota 240 stridsvagnar, 220 infanteriskyttevagnar eller pansarskyttevagnar och över 200 fältkanoner. En del av utrustningen som skrotas är T-72:or och 152 mm haubitsar. Finland har sammanlagt haft över 170 stridsvagnar av typerna T-72M1 samt befälsvagnarna T-72M1K och T-72M1K1.

## Varianter
- T-72 – Originalversion, optisk avståndsmätare.
- T-72A – Tillförda sidokjolar, extra pansar, laseravståndsmätare, elektroniskt eldledningssystem, rökkastare.
- T-72B – Tjockare bepansring, kompositpansar på framsidan av tornet och på skrovet. Utrustad med 9M119 Svir laserstyrd pansarvärnsrobot.
- T-72AV, T-72BV – modeller med tidig Kontakt explosivt reaktivt pansar ("V" står för vzrjvnoi ‘explosiv’).
- T-72B1 – T-72B – saknar möjlighet att avfyra pansarvärnsrobot.
- T-72BK – Chefsvariant av T-72B, igenkännbar på radioantennernas antal.
- T-72B(M)  – T-72B – utrustad med avancerat reaktivt pansar av typen Kontakt-5 och kompositpansar på tornet.
- T-72M – Rysk exportversion, liknande som A (även byggd i Polen och f.d. Tjeckoslovakien)
- T-72M1 – Rysk exportversion, med tjockare bepansring (även byggd i Polen och f.d. Tjeckoslovakien)
- M-84 – licenskopia som producerats i Jugoslavien, som bland annat exporterades i 200 exemplar till Kuwait.
- M-95 Degman – en modernare prototyp som baserar sig på M-84 –stridsvagnen.
- Babylons Lejon – Irakiskbyggd version
- PT-91 Twardy – en polsk stridsvagn som baserar sig på T-72M1
- TR-125 – en rumänsk stridsvagn som baserar sig på T-72:an, men med extra pansar, modifierad upphängning och en mera kraftfull dieselmotor.
- T-72MP – moderniseringsprogram av T-72 av KMDB i Ukraina, vilket inkluderar en förbättrad motor, förbättrat pansar och eldledning. Uppgraderingsprogrammet har konstruerats i samband med franska Sagem och tjeckiska PSP Bohemia.
- T-72AG – KMDB:s moderniseringsprogram där motorn förbättras, liksom pansar, eldledning och huvudvapen
- T-72-120 – KMDB:s moderniseringsprogram som inkluderar en autoladdad huvudkanon som är kapabel att avfyra Natos 120 mm ammunition eller pansarvärnsrobotar
- T-90  – är en vidareutveckling av T-72:an som innefattar många av T-80:ans egenskaper.
- Ajeya MK1 – indisk version av T-72M. 1993 uppgraderades de till T-72M1-standard.
- Ajeya MK2 – indisk version av T-72M1, uppgraderad med Kontakt-1 ERA, nytt brandskyddssystem, laservarnare på tornet, nytt eldlednings-/värmeoptiska system av typen SKO-1T DRAWA-T (från Polen), uppgradering av 780 hk-motorn till den nya 1000 hk V46-6 dieselmotorn och en förbättrad navigations-GPS.
- Tank EX – indisk integrering av Arjuns torn på chassit av en T-72, enbart en prototypversion.
- BMP-T – tung konvoj- och närunderstödsstridsvagn. Ett helt nytt torn som utrustats med två 30 mm Sjipunov 2A42 automatkanoner, fyra 9M113 Konkurs pansarvärnsrobotar, AGS-17/30 30 mm granatkulsprutor och en 7,62mm PKT ksp. Har ett nytt eldledningssystem med värmeoptiskt sikte och tredje generationens Relikt ERA.
- T-72BM – först presenterad vid ”2006 Russian Arms Expo”. Stridsvagnen är en uppgraderad T-72B utrustad med ett nytt eldledningssystem som inkluderar ett värmeoptiskt sikte för skytten, ett "Nakidka"-kamouflagepaket, en ny 125mm 2A46M-5 –kanon med mynningsreferenssystem, V-92S2 1 000 hk dieselmotor och nytt Relikt, tredje generationens ERA, som påstås vara dubbelt effektivare än Kontakt-5.
- T-72EA – T-72M(1) uppgraderade av Excalibur Army (EA) med reaktiv bepansring (ERA), nytt kommunikationssystem (MESIT), digital instrumentpanel med reglage för noggrannare fordonsstyrning, bättre dygnet-runt-optik med värmekamera och zoom samt trimmad motor från 780 till 840 hästkrafter.[6][7]

## Krig där T-72 använts
- Sovjetunionen: Afghanistan (1979–1989)
- Iran, Irak: Kriget mellan Iran och Irak (1980–1988)
- Syrien: Libanonkriget 1982, Syriska inbördeskriget (2011– )
- Ryssland: Tjetjenien (1994–1996, 1999–2002)
- Kriget i Sydossetien (2008)
- Gulfkrigen (1991, 2003)
- Kriget i Jugoslavien (1991–1994)
- Kriget i Kosovo (1998–1999)
- Rysk-ukrainska kriget (2014–)